# Comuna Brusturi, Neamț
Brusturi (în trecut, Poiana și Brusturi-Drăgănești) este o comună în județul Neamț, Moldova, România, formată din satele Brusturi (reședința), Groși, Poiana și Târzia.

## Așezare
Comuna se află în extremitatea nordică a județului, la limita cu județul Suceava. Este străbătută de șoseaua națională DN15C, care leagă Piatra Neamț de Fălticeni.

## Demografie
Componența etnică a comunei Brusturi
     Români (92,54%)
     Alte etnii (0,05%)
     Necunoscută (7,41%)
Componența confesională a comunei Brusturi
     Ortodocși (91,75%)
     Alte religii (0,79%)
     Necunoscută (7,46%)
Conform recensământului efectuat în 2021, populația comunei Brusturi se ridică la 3.686 de locuitori, în scădere față de recensământul anterior din 2011, când fuseseră înregistrați 3.852 de locuitori. Majoritatea locuitorilor sunt români (92,54%), iar pentru 7,41% nu se cunoaște apartenența etnică. Din punct de vedere confesional, majoritatea locuitorilor sunt ortodocși (91,75%), iar pentru 7,46% nu se cunoaște apartenența confesională.

## Politică și administrație
Comuna Brusturi este administrată de un primar și un consiliu local compus din 13 consilieri. Primarul, Daniel Lozonschi[*], de la Partidul Social Democrat, este în funcție din 2012. Începând cu alegerile locale din 2024, consiliul local are următoarea componență pe partide politice:
|  | Partid                          | Consilieri | Componența Consiliului | Componența Consiliului | Componența Consiliului | Componența Consiliului | Componența Consiliului | Componența Consiliului | Componența Consiliului |
|  | ------------------------------- | ---------- | ---------------------- | ---------------------- | ---------------------- | ---------------------- | ---------------------- | ---------------------- | ---------------------- |
|  | Partidul Social Democrat        | 7          |                        |                        |                        |                        |                        |                        |                        |
|  | Partidul Național Liberal       | 3          |                        |                        |                        |                        |                        |                        |                        |
|  | Alianța pentru Unirea Românilor | 2          |                        |                        |                        |                        |                        |                        |                        |
|  | Obreja Gheorghe                 | 1          |                        |                        |                        |                        |                        |                        |                        |

## Istorie
La sfârșitul secolului al XIX-lea, comuna nu exista, satele ei făcând parte din comuna Drăgănești aflată în plasa Moldova de Jos a județului Suceava. Anuarul Socec din 1925 consemnează înființarea comunei Poiana, cu satele Brusturi, Cornilești, Groși, Poiana și Târziu în plasa Boroaia a aceluiași județ; comuna avea 2661 de locuitori. În 1931, comuna a luat numele de Brusturi și făcea parte din județul Baia.
În 1950, ea a trecut în administrarea raionului Târgu Neamț din regiunea Bacău. În 1968, ea a trecut la județul Neamț, și i s-au adăugat și satele comunei desființate Drăgănești, comuna luând numele de Brusturi-Drăgănești. Satele comunei Drăgănești s-au separat din nou în anul 2004, iar comuna a revenit la denumirea de Brusturi.

## Monumente istorice

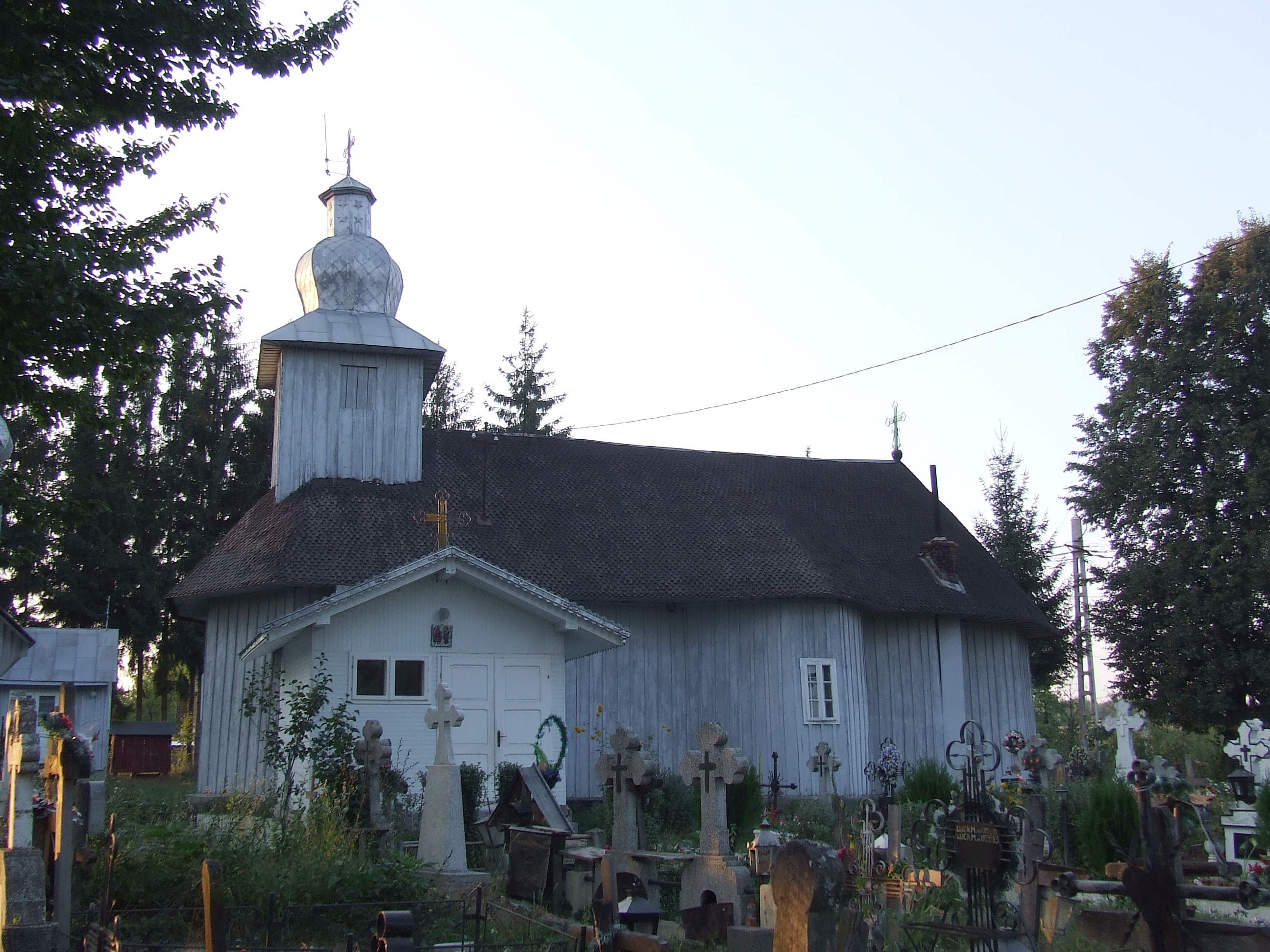
Biserica „Sfinții Voievozi” din Groși, monument istoric de interes național din comuna Brusturi

În comuna Brusturi se află biserica „Sfinții Voievozi” din satul Groși, monument istoric de arhitectură de interes național, construită în 1806.
În rest, trei alte obiective din comună sunt incluse în lista monumentelor istorice din județul Neamț ca monumente de interes local. Două dintre ele sunt situri arheologice: necropola tumulară din secolele al III-lea–al IV-lea descoperită în vatra satului Târzia; și așezarea neolitică de „la Izlaz” (în același sat), atribuită culturii Cucuteni. Celălalt obiectiv este biserica de lemn „Sfântul Ioan Botezătorul” (1924) din satul Poiana, construcție clasificată ca monument de arhitectură.

## Înfrățiri
- Franța – La Ferté-Alais - din 1990.